# Editura MEGA
Editura MEGA este o editură din România, fondată în 2003, având sediul la Cluj-Napoca.

## Prezentare
Editura Mega a fost înființată în anul 2003, iar în 2005 era deja acreditată CNCSIS. În acești ani, Editura Mega a reușit să se impună pe piața de carte editând sute de volume, din diverse domenii, pe suport clasic și electronic. Ce o recomandă: - calitatea produselor, indiferent de exigențele estetice și tehnice - raportul preț – calitate - promptitudinea și respectarea termenilor contractuali - disponibilitatea și capacitatea de a ne adapta cerințelor academice. Existența acestor calități a făcut ca o serie de specialiști consacrați să aprecieze pozitiv crearea și apoi să coordoneze chiar publicarea unor colecții de carte, precum Arheologia; Artă – Istorie – Cultură; Știință și Tehnică; Universitas; Historia de Rebus Antiquis; Juridic – Economic – Managerial; Filosofie – Psihologie – Sociologie; Theologica; Vestigia sau să colaboreze, ca referenți, pentru realizarea procesului de peer-review. Editura Mega este deschisă proiectelor cu institute de cercetare, universități și edituri din străinătate pentru publicarea unor titluri de referință necesare literaturii românești de specialitate. Editura respectă normele în vigoare privind obligația depozitul legal și a trimiterii unui exemplar din fiecare titlu la Biblioteca Națională a Republicii Moldova. 
Editura Mega și-a impus de-a lungul anilor un standard ridicat de calitate a publicațiilor, iar pentru controlul întregului proces de producție, toate operațiunile de tipărire și legare se execută exclusiv în tipografia proprie.

## Colecții
Comparativ cu celelalte edituri din țară, Editura Mega a ales să ducă și o politică editorială de nișă, precum istoria, arheologia, numismatica, etc . În același timp, Editura Mega a pus mai mult accent pe lucrări științifice.

## Premii
În 12 decembrie 2019, în cadrul ceremoniei de decernare a premiilor Academiei Române, Editura Mega a primit diploma „Distincția Culturală“ pentru remarcabila activitate editorială. 
În anul 2019, Societatea de Științe Istorice din România a acordat Premiul „Gheorghe Brătianu” pentru lucrările: 
·       Sebastian-Dragoș BUNGHEZ, Parlamentul și politica externă a României (1899-1914), Cluj-Napoca, Editura Mega, 2018
·       Irina MATEI, Lucian NASTASĂ‑KOVÁCS, Cultură și propagandă Institutul Român din Berlin (1940–1945), Cluj-Napoca, Editura Mega, 2018
În  decembrie 2018, în cadrul ceremoniei de decernare a premiilor Academiei Române, au fost premiate lucrările:
·      Elena Dana PRIOTEASA, Medieval Wall Paintings in Transylvanian Orthodox Churches: Iconographic Subjects in Historical Context, cu Premiul „George Oprescu“
·      Neculai BOLOHAN, Bronzul târziu la Dunărea de Jos. Componente și relații interculturale, cu Premiul „Vasile Pârvan“
·      Ioan CHINDRIȘ, Niculina IACOB, Eva MÂRZA, Acca Elisabeta TATAY, Otilia URS, Bogdan CRĂCIUN, Roxana MOLDOVAN, Ana Maria ROMAN-NEGOI, Cartea românească veche în Imperiul Habsburgic (1691-1830). Recuperarea unei identități culturale, cu Premiul „George Barițiu“
În  decembrie 2017, în cadrul ceremoniei de decernare a premiilor Academiei Române, a fost premiată lucrarea:
·     Sever-Petru BOȚAN, Vase de sticlă în spațiul dintre Carpați și Prut (secolele II a. Ch - II p.Ch), cu Premiul „Vasile Pârvan“